# Аспр (ветар)
Аспр је врста ветра који дува у области Пиринеја. Фенског је карактера, веома сув и топао. Карактеристичан је за северне падине Пиринеја, тачније за јужни део Француске, са нагласком на покрајину Гаскоња, где је најинтензивнији.